# 比索朗
比索朗是西非國家畿內亞比紹的城鎮，由奧約區負責管轄，位於該國西部，海拔高度7米，2008年該鎮人口估計約11,964，是全國第四大城市。